# Indywidualne Mistrzostwa Polski w Zapasach 1960

## Mistrzostwa Polski w Zapasach1960

### Mężczyźni
- styl wolny

13. Mistrzostwa Polski – x – x 1960, Poznań
- styl klasyczny

30. Mistrzostwa Polski – x – x 1960, Warszawa

## Medaliści

### Mężczyźni

#### Styl wolny
| Kategoria:  | Złoto:                              | Srebro:                                  | Brąz:                                |
| 52 kg       | Lesław Kropp Boruta Zgierz          | Henryk Hanusek Orzeł Wełnowiec           | Ryszard Zdanowski Energetyk Poznań   |
| 57 kg       | Tadeusz Łata Flota Gdynia           | Piotr Tychański Lotnik Wrocław           | Tadeusz Trojanowski Gwardia Warszawa |
| 62 kg       | Jan Żurawski Gwardia Warszawa       | Jerzy Sekuła Siła Mysłowice              | Teodor Arndt Lotnik Wrocław          |
| 67 kg       | Jan Adamaszek Siła Mysłowice        | Zbigniew Wróblewski Rzemieślnik Warszawa | Jerzy Grzywiński Garbarnia Kraków    |
| 73 kg       | Jan Motyl Boruta Zgierz             | Wacław Rydzewski Skra Warszawa           | Gwidon Jankowski Gwardia Warszawa    |
| 79 kg       | Mirosław Żywczyk Gwardia Warszawa   | Bronisław Trzcionkowski Lotnik Wrocław   | Henryk Przygoda Flota Gdynia         |
| 87 kg       | Lucjan Stepczyński Gwardia Warszawa | Bolesław Sidorowicz Skra Warszawa        | Czesław Felich Lotnik Wrocław        |
| ponad 87 kg | Lucjan Sosnowski Legia Warszawa     | Jan Pluta Gwardia Warszawa               | Sylwester Chojnacki Boruta Zgierz    |

#### Styl klasyczny
| Kategoria:  | Złoto:                           | Srebro:                             | Brąz:                                  |
| 52 kg       | Stefan Hajduk Gwardia Warszawa   | Kazimierz Michalik Korona Kraków    | Jan Hanusek Orzeł Wełnowiec            |
| 57 kg       | Bernard Knitter Siła Mysłowice   | Stefan Pawłowski Gwardia Warszawa   | Czesław Korzeń Wisłoka Stomil Dębica   |
| 62 kg       | Wiesław Odyński Gwardia Warszawa | Kazimierz Macioch Gwardia Warszawa  | Edward Ligocki Włókniarz Boguszów      |
| 67 kg       | Ernest Gondzik Siła Mysłowice    | Jan Adamaszek Siła Mysłowice        | Tadeusz Popiołek Wisłoka Stomil Dębica |
| 73 kg       | Edward Żuławnik Legia Warszawa   | Henryk Przygoda Flota Gdynia        | Jan Motyl Boruta Zgierz                |
| 79 kg       | Bolesław Dubicki Legia Warszawa  | Innocenty Jurcewicz Pafawag Wrocław | Arnold Dragan Energetyk Poznań         |
| 87 kg       | Bogdan Broda Energetyk Poznań    | Kazimierz Wiercimok Siła Mysłowice  | Włodzimierz Smoliński Legia Warszawa   |
| ponad 87 kg | Lucjan Sosnowski Legia Warszawa  | Czesław Walicht Kolejarz Poznań     | Jan Pluta Gwardia Warszawa             |